# Anbar Ellil
Anbar Ellil est une série télévisée tunisienne en arabe en quinze épisodes, diffusée durant le mois de ramadan 1999. La trame historique de la série se déroule durant les années 1940, pendant le protectorat français de Tunisie.

## Sypnosis
Zohra est une danseuse professionnelle active en soirée, dans une salle des fêtes reconnue de la médina de Tunis. Son manager n'est autre que son mari Mustapha, aidé par un Juif, Joseph. Zohra vit dans des conditions aisées et habite une villa avec jardin.
Un jour, elle ne trouve pas sa femme de ménage Habiba, une belle et jeune fille, devenue danseuse dans la même salle des fêtes et qui prend la place de Zohra avec l'aide de Slimane, un ami de la famille qui devient son manager et loue pour elle un étage d'une maison de la médina avant de l'épouser en secret. Habiba quitte finalement Slimane après avoir l’insulté à propos de sa pauvreté. Quant à Mustapha, il divorce de Zohra et se marie avec Habiba ; il devient son manager dans une salle des fêtes encore plus lucrative et située à La Goulette. C'est alors qu'un fan fou amoureux suit Habiba et finit par la tuer, même si Mustapha est accusé du meurtre.
Mannoubiya et El Hadj, frère et sœur, sont de grands bourgeois tunisois par leur mère. Taher Blach, l'époux de Mannoubiya, est un citadin qu'El Hadj laisse travailler dans le café hérité de sa mère. El Hadj offre aussi tous les bijoux maternels à sa sœur, ainsi que l'une des deux maisons de la médina, ce qui vaut plus que la part dont elle aurait héritée selon la jurisprudence islamique.
Mannoubiya et Taher ont trois jeunes filles alors qu'El Hadj, veuf, a deux fils : Slimane et Azzouz. Mannoubiya souhaite marier ses deux aînées à ses neveux : Hallouma aime Azzouz et Aïcha aime Slimane.
Alors qu'El Hadj travaille dans une entreprise ferroviaire, son collègue, un pauvre ouvrier, décède et lui laisse une jeune fille, Zeineb. Il la loge chez sa sœur et compte la marier à son aîné, Slimane. Cependant, Slimane rentre un soir avec une odeur d’alcool ; son père le renvoie de la maison, c'est donc Azzouz épouse Zeineb même si Mannoubiya et Hallouma sont jalouses. Slimane se marie quant à lui à Aïcha.
El Hadj meurt après avoir pardonné à Slimane. Azzouz n’aime pas sa femme et la maltraite, surtout après le décès de son père. Slimane divorce pour sa part de Aïcha et se marie à Zohra.
Hallouma cache secrètement le collier de perles de sa mère dans l’armoire de Zeineb. Mannoubiya croit que Zeineb est la responsable donc Azzouz, après avoir trouvé le collier, envoie celle-ci à Dar Joued, un espace de réclusion pour les femmes désobéissantes, mais elle s’enfuit dans une zaouïa.
Aziza, la fille secrète d'El Hadj, hyper dépressive, passe son temps entre la maison de son père et une zaouïa à proximité. C'est la fille de la deuxième femme secrète d’El Hadj, fille du métayer d'rune ferme qu'il a achetée après le décès de sa femme. Azzouz, même après avoir appris qu’elle est sa sœur, la renvoie de sa maison. Aïcha, enceinte, se marie à Azzouz.

## Distribution

### Acteurs principaux
- Souad Mahassen : Zohra, danseuse
- Mouna Noureddine : Mannoubiya, femme au foyer
- Hassen Khalsi : Taher Blach, gérant d’un café
- Jamil Joudi : El Hadj, fonctionnaire et riche propriétaire
- Fethi Mselmani : Slimane Thabet, manager puis propriétaire d'un commerce
- Kawther El Bardi : Aïcha
- Jamel Sassi : Azzouz, fonctionnaire dans une entreprise ferroviaire
- Amel Alouane : Habiba, danseuse
- Ali Khemiri : Mustapha, manager
- Dalila Meftahi : Hallouma
- Slah Msadek : Coiffeur
- Lamia Amri : Zeineb
- Issa Harrath
- Nejia Ouerghi
- Hédi Daoud : Joseph
- Salma Hafsi : Aziza
- Lassaâd Ben Abdallah
- Chedly Arfaoui
- Ivo Slarno : Grazziano, antiquaire
- Alberto Canova
- Vincent Baiada
- Dalenda Abdou : Ourida, veuve

### Acteurs secondaires
- Ezzine Mougou
- Mahmoud Boubaker
- Ridha Aziz
- Zakiya Ben Ayyed : Gérante de Dar Joued
- Mohsen Zaazaa : Ouvrier dans l'entreprise ferroviaire
- Tawfik Bahri
- Faouziya Boumaiza
- Saber Hammi
- Habib Ben Dhieb
- Salah Miled : Ouvrier dans l’entreprise ferroviaire
- Abdelwahab Masmoudi : Avocat civil
- Aïda Ferah : Deuxième femme d'El Hadj
- Hmida Jerbi
- Fetha Mehdoui
- Belgacem Ben Yedder
- Najet Ben Ezzeddine
- Ghazi Gaham

## Fiche technique
- Scénarios et dialogue : Ridha Gaham et Ridha Kéfi
- Musique du générique : Mohamed El Oud
- Réalisation : Habib Mselmani